# 高屋町 (岡山県)
高屋町（たかやちょう）は、岡山県後月郡にあった町。現在の井原市高屋町にあたる。

## 地理
高屋川の上流域に位置していた。

## 歴史
- 高屋村は江戸時代、毛利氏の支配を経て幕府領となる[2]。元和5年（1619年）福山藩領となる[2]。元禄11年（1698年）幕府領となる[2]。
- 1889年（明治22年）6月1日、町村制の施行により、後月郡高屋村が単独で村制施行し高屋村が発足[1][2]。大字は編成せず[2]。
- 1922年（大正11年）4月1日、町制施行し高屋町となる[1][2]。
- 1953年（昭和28年）4月1日、後月郡井原町・西江原町・荏原村・木之子村・県主村・青野村・山野上村、小田郡大江村・稲倉村と合併して、市制施行し井原市を新設して廃止された[1][2]。合併後、井原市高屋町となる[2]。

## 産業
- 農業[2]